# Sandra Černodrinská
Sandra Černodrinská (* 24. březen 1989 Praha) je česká divadelní a filmová herečka.

## Počátky
Sandra Černodrinská se narodila v Praze do rodiny s bulharsko-makedonskými předky. Otec se věnoval dramaturgii, prababička byla makedonskou herečkou, pradědeček byl divadelním spisovatelem. Její dvojče Viola je herečkou.
Sandra vystudovala gymnázium, dále obor teorie kultury na Filozofické fakultě Univerzity Karlovy a herectví na katedře herectví činoherního divadla DAMU.

## Kariéra
Je členkou divadelního souboru Městského divadla Mladá Boleslav. Již během studií hostovala v Divadle v Celetné a v Činoherním klubu, kde hraje dodnes v inscenaci Osiřelý západ.
Před kamerou se poprvé objevila v roce 2006 ve filmu Rafťáci. Hrála také ve filmech Harold & Vincent, Miluješ mě? nebo Můj vysvlečenej deník a v seriálech.

## Divadelní role
- Girleen Kelleherová – Osiřelý západ (Martin McDonagh, rež. Ondřej Sokol)
- Bianca – Zkrocení zlé ženy (William Shakespeare, rež. Pavel Khek)
- Cecilie Cardewová – Jak je důležité míti Filipa (Oscar Wilde, rež. Pavel Khek)
- Fritzie Kost – Kabaret (Masteroff & Kander & Ebb, rež. Mikoláš Tyc)
- Joan Barryová, 4. novinář, 4. fanynka – Chaplin (Pavel Khek a Lenka Smrčková, rež. Pavel Khek)
- Leticie Protheroeová – Vražda na faře (Agatha Christie, rež. Helena Glancová)

## Filmografie

### Film
- 2006 – Rafťáci, Harold & Vincent (studentský film)
- 2007 – Miluješ mě? (studentský film)
- 2012 – Můj vysvlečenej deník
- 2014 – Hany, Hnutí Anticorro (studentský film), Chci být jako ty (studentský film)

### Televizní film
- 2006 – Zastřený hlas
- 2013 – Klukovina
- 2014 – Die Hebamme

### Dokumentární film
- 2006 – Film o filmu: Rafťáci (TV film)

### Televizní seriál
- 2007 – Světla pasáže
- 2008 – Expozitura
- 2012 – Ententýky
- 2013 – Nevinné lži, Škoda lásky
- 2015 – Přístav